# أوسكار نورث
أوسكار نورث (بالإنجليزية: Wilfrid North) هو كاتب سيناريو ومخرج وممثل بريطاني، ولد في 16 يناير 1863 بلندن في المملكة المتحدة، وتوفي في 3 يونيو 1935 بهوليوود في الولايات المتحدة.

## أعمال

### أفلام
- (1933) الموكب

## وصلات خارجية
- أوسكار نورث على موقع IMDb (الإنجليزية)
- أوسكار نورث على موقع ألو سيني (الفرنسية)
- أوسكار نورث على موقع أول موفي (الإنجليزية)
- أوسكار نورث على موقع قاعدة بيانات برودواي على الإنترنت (الإنجليزية)
- أوسكار نورث على موقع قاعدة بيانات الفيلم (الإنجليزية)
- أوسكار نورث على موقع كينوبويسك (الروسية)